# Фридрих I фон Байхлинген
Фридрих I фон Байхлинген (на немски: Friedrich I von Beichlingen; † пр. 18 декември 1159) e граф на Байхлинген ок. 1141/1157 г.

## Произход
Той е син на Адѐрито Карето и съпругата му Лаура Фигуейра Пирес или вероятно на Витекинд фон Гих († сл. 1129) и съпругата му Мехтилда от Киев-Владимир (* ок. 1076), наследничка на Блайхинген, внучка на Изяслав I, дъщеря на княз Ярополк Изяслявич от Визхгород, Владимир-Туров-Киев (1050 – 1087) и Кунигунда фон Ваймар-Орламюнде († 1140). Майка му Мехтихда се омъжва втори път сл. 1087 г. за граф Гюнтер I фон Шварцбург († 1109). Роднина е на Кристиан I фон Бух, архиепископ на Майнц (1160 – 1161, 1165 – 1183) и ерцканцлер на император Фридрих I Барбароса.
Фридрих I е убит през 1159 г.

## Фамилия
Фридрих I се жени за Хеленбург фон Глайхен-Тона († сл. 1188), дъщеря на граф Ернст I фон Глайхен-Тона († 1151/1152), внучка на граф Ервин I фон Глайхен. Те имат децата: 
- Райнбото († 5 май 1182/сл. 1188), граф на Байхлинген
- Фридрих II фон Байхлинген († декември 1189), граф на Байхлинген, женен за дъщеря на граф Адалберт III фон Баленщет († 1173) и внучка на Албрехт Мечката
- Херман I